# ریچارد هیوز
ریچارد دانیل هیوز (به انگلیسی: Richard Daniel Hughes) زادهٔ (۲۵ ژوئن ۱۹۷۹ در اسکاتلند، یک فوتبالیست حرفه‌ای است که نقش هافبک را در تیم پورتسموث در لیگ یک فوتبال انگلستان بازی می‌کند.